# Щоб бути щасливим!
«Щоб бути щасливим!» (рос. «Чтобы быть счастливым!») — радянський художній телефільм 1973 року, знятий на студії «Лентелефільм».

## Сюжет
Чоловік йде босоніж по дорозі під дощем. Один з проїжджалих шоферів пошкодував його і довіз до міста. На зупинці автобуса він штовхнув дівчину, та впала. У той момент, коли він допомагав їй дійти до лавки, приїхала його подружка. Побачивши його з іншою, вона сіла в автобус і поїхала. Хлопець представляється дівчині. Його звуть Олексій Воронов, він — арматурник, студент. В руках у нього мольберт, але малює він для курсової роботи. Судячи з усього, дівчину він не дуже-то цікавить. Увечері Олексій сидить в кімнаті гуртожитку і займається. Між ним і новоприбулим архітектором зав'язується суперечка про те, що і як треба будувати. Олексій сповнений творчих планів, архітектор сповнений песимізму і відсталості. Пізніше того ж вечора на танцмайданчику Олексій нарешті знайомиться з дівчиною, яку штовхнув на зупинці — її звуть Олена, але, як виявилося, у неї є чоловік, який їй подобається. Свою мрію Олексій намагається здійснити, коли разом з бригадою свого заводу приїжджає в колгосп на будівництво містечка. Парторг радить йому: архітектор повинен відбути в місто — давай, будуй. Олексій збирає друзів і однодумців і всі разом вони за ніч будують його будинок-мрію. Коли архітектор намагається влаштувати розбирання на заводі, Олексія підтримує комсомольське бюро. В особистому житті він теж домагається свого. У придорожньому ресторані він розшукав Олену, і всю ніч вони прогуляли по лісі. А вранці він садить її в машину і забирає з собою.

## У ролях
- Євген Чудаков — Олексій Воронов
- Ірина Черезова — Олена Морозова
- Костянтин Смирнов — Гліб Васильович Захаров, інженер
- Олексій Яковлєв — Володя Біндо, колишній кримінальник, новий член бригади
- Тамара Лебедєва — Марина
- Віктор Федоров-Вишняков — арматурник, сусід по гуртожитку, гітарист
- Валерій Кравченко — Валентин Матросов, арматурник
- Олексій Колобов — член бригади арматурників
- Валентина Кособуцька — Нонна, студентка, подруга Олени Морозової
- Геннадій Воропаєв — Сергій Сергійович, викладач
- Валерій Караваєв — Никанор Іванович, секретар парткому
- Кирило Філін — Миша
- Микола Бутрехін — Гліб Васильович Валер'ян, голова колгоспу
- Микола Боярський — комендант гуртожитку
- Сергій Боярський — господар собаки на ім'я Лімпопо
- Віктор Обнорський — епізод
- Адріан Філіппов — парторг
- Ліліан Малкіна — мама Марини
- Леонід Леонідов — Всеволод Олексійович, викладач
- Святослав Росицький — гітарист в ресторані (немає в титрах)
- Віктор Семеновський — студент-будівельник
- Валерій Івченко — студент-будівельник (немає в титрах)

## Знімальна група
- Режисер — Лев Цуцульковський
- Сценарист — Вільям Козлов
- Оператор — Володимир Ковзель
- Композитор — Георгій Портнов
- Художник — Сергій Скінтєєв